# Aqualina Tower
La Aqualina Tower è un grattacielo residenziale a Punta Pacífica, a Panama.

## Caratteristiche
L'edificio, alto 210 metri e con 63 piani, è stato progettato da Fajardo Moreno Arquitectos e Btesh & Virzi Promoción Inmobiliaria. La costruzione, iniziata nel 2005 e terminata nel 2007 lo ha reso uno degli edifici più alti della città e del paese.